# عبدالحمید زنگنه
عبدالحمید زنگنه (۱۲۸۳ کرمانشاه - ۲۸ اسفند ۱۳۲۹ تهران) استاد دانشگاه و وزیر فرهنگ دوره پهلوی و نماینده مجلس شورای ملی بود.

## تحصیلات و فعالیت‌های دانشگاهی
در مدرسه دارالفنون تحصیل کرد. در سال ۱۳۰۷ به همراه ۱۲۰ تن از محصلان برای تحصیل به اروپا فرستاده شد. پس از کسب دکترای حقوق به ایران بازگشت و به تدریس در دانشکده حقوق دانشگاه تهران پرداخت. مدتی نیز رئیس آن دانشکده شد.

## فعالیتهای سیاسی و اجرائی
در سال ۱۳۲۲ به نمایندگی کرمانشاه به مجلس شورای ملی رفت (دوره چهاردهم).
زنگنه در زمستان ۱۳۲۶ در کابینه حکیم‌الملک معاون پارلمانی نخست‌وزیر شد و در آذر ۱۳۲۷ در دولت ساعد به وزارت فرهنگ رسید و تا پایان دولت در فروردین ۱۳۲۹ بر سر کار بود. ترور نافرجام شاه در دانشگاه تهران در دوران وزارت او رخ داد که در پی آن، حزب توده غیرقانونی و تعقیب اعضا و هواداران این حزب و همچنین سایر کنشگران سیاسی و مطبوعات آغاز شد. دولت برای فشار بر مطبوعات لایحه‌ای به قید فوریت به مجلس داد که زنگنه برای دفاع از آن به مجلس رفت. بنابر این لایحه، در صورتی که شهربانی نوشته‌ای را توهین به شاه یا خانواده سلطنتی یا شعائر مقدس ملی و مذهبی یا رؤسای دولت‌های خارجی یا تحریک به قیام و اقدام علیه حکومت یا ایجاد مفسده و آشوب تشخیص می‌داد، می‌توانست بلافاصله آن روزنامه و مدیرمسئول و نویسنده را توقیف کند و دادستان نیز می‌بایست ظرف ۴۸ ساعت پرونده را به دادگاه بفرستد. تا صدور حکم دادگاه، نشریه و بازداشت‌شدگان در توقیف می‌ماندند و محاکمه آنان بدون حضور هیئت منصفه ظرف ساعت پس از رسیدن پرونده و خارج از نوبت باید رسیدگی می‌شد.
زنگنه در اواخر دولت رزم آرا نیز وزیر فرهنگ شد و در همین سمت بود که کشته شد. در هفدهم بهمن ۱۳۲۹ که رزم‌آرا او را به عنوان وزیر فرهنگ به مجلس معرفی می‌کرد، حسین مکی نماینده تهران صدا زد: «میرغضب آزادی را آوردند».

## ترور
زنگنه روز ۲۸ اسفند ۱۳۲۹ چند روز بعد از ترور سپهبد رزم آرا در محیط دانشگاه تهران به دست نصرت‌الله قمی در ۴۶ سالگی به قتل رسید. فدائیان اسلام می‌خواستند ترور زنگنه را به خود نسبت بدهند و حتی خلیل طهماسبی می‌خواست قاتل او را نجات دهد که توفیقی نیافت و قمی اعدام شد. قمی علت اقدامش به ترور زنگنه را وابستگی زنگنه به انگلیس و مخالفت وی با برنامه ملی شدن صنعت نفت عنوان کرده و اذعان داشته است که در این کار به هیچ وجه نظر شخصی نداشته و از طرف حزب و جماعتی هم مأموریت نداشته است.